# Vitamin B6
Vitamin B6 ist die Sammelbezeichnung für ähnliche chemische Verbindungen, deren aktivierter Metabolit Pyridoxalphosphat ist. Sie beinhaltet Pyridoxin, Pyridoxal, Pyridoxamin sowie deren phosphorylierte Derivate; es sind Vitamine aus dem B-Komplex. Alle Derivate können vom Stoffwechsel ineinander überführt werden und besitzen dieselbe biologische Aktivität, weswegen sie auch als „Vitamere“ bezeichnet werden. Der Mensch kann den Cofaktor Pyridoxalphosphat nicht völlig selbst herstellen und ist dafür auf die Zufuhr dieser Vorstufen mit der Nahrung angewiesen. Da Vitamin B6 in den meisten Nahrungsmitteln in ausreichender Menge vorhanden ist, treten Mangelerscheinungen selten auf.

## Geschichte
Die Untersuchungen der Vitamin-B-Gruppe führten Anfang des 20. Jahrhunderts zur Identifizierung mehrerer Vitamine wie B1 oder B2. Vitamin B6 wurde durch die tierexperimentellen Arbeiten von Paul Gyorgy 1934 entdeckt. Jene Komponente des Vitamin-B-Komplexes konnte hierbei die Symptome einer durch entsprechender, vitaminfreie (außer Vitamin B1 und B2) Diät hervorgerufene Rattendermatitis (auch Ratten-„Akrodynie“) lindern, die Symptome unterschieden sich auch von denen anderer Vitamin-B-Mängel. Gyorgy bezeichnete den Faktor, der diese Akrodynie bei Ratten heilte, erstmals 1934 als „Vitamin B6“.
Mehreren Arbeitsgruppen gelang 1938 die Isolierung von kristallinem Vitamin B6 als 3-Hydroxy-4,5-bis(hydroxymethyl)-2-methylpyridin; zuerst durch Samuel Lepkovsky, u. a. auch von Richard Kuhn und Gerhard Wendt. Die Synthese gelang ein Jahr später Karl August Folkers. Gyorgy nannte die Verbindung 1939 „Pyridoxin“.
Die IUPAC-IUB-Kommission für biochemische Nomenklatur bezeichnete 1973 alle 3-Hydroxy-2-methylpyridin-Derivate mit biologischer Aktivität des Pyridoxins als „Vitamin B6“.

## Beschreibung
Vitamin B6 kommt als Pyridoxin (ein Alkohol), Pyridoxamin (ein Amin), Pyridoxal (ein Aldehyd) und deren Phosphorsäureestern, z. B. als metabolisch aktive Form Pyridoxalphosphat (PLP oder PALP), vor. 4-Pyridoxinsäure ist das Abbauprodukt des Vitamin-B6-Stoffwechsels, ist biologisch inaktiv und wird im Urin ausgeschieden.

Pyridoxin (Pyridoxol) CAS-Nr.: 65-23-6
Pyridoxal CAS-Nr.: 66-72-8
Pyridoxamin CAS-Nr.: 85-87-0

Die Umwandlung der Vitamere wird durch verschiedene Enzyme wie der Pyridox(am)in-5'-Phosphat-Oxidase (PNPO, EC 1.4.3.5), Pyridoxalkinase (PDXK, EC 2.7.1.35), Pyridoxalphosphatase (PDXP, EC 3.1.3.74) sowie anderen Phosphatasen wie die Alkalische Phosphatase oder die Saure Phosphatase ermöglicht. Die Aldehydoxidase katalysiert die Umwandlung von Pyridoxal zu 4-Pyridoxinsäure.

## Physiologische Funktion
Die phosphorylierten Vitamin-B6-Derivate wirken als Coenzyme in über 180 enzymatischen Reaktionen, im Lipid-, Glykogen- und besonders im Aminosäurestoffwechsel. Eine weitere wichtige Aufgabe übernimmt das Pyridoxalphosphat als Cofaktor z. B. bei der Synthese der δ-Aminolävulinsäure, eines Zwischenproduktes in der endogenen Häm-Synthese. Genannt sei auch die Beteiligung von Pyridoxalphosphat als Cofaktor beim Abbau der „tierischen Stärke“ (Glykogen).

## Vorkommen
| Lebensmittel         | Gehalt Vit B6 mg / 100 g |
| -------------------- | ------------------------ |
| Lachs                | 0,98                     |
| Walnuss              | 0,87                     |
| Rinderleber          | 0,70                     |
| Avocado              | 0,53                     |
| Huhn                 | 0,50                     |
| Weizenvollkornmehl   | 0,46                     |
| Hering               | 0,45                     |
| Karotte              | 0,27                     |
| Feldsalat            | 0,25                     |
| Kartoffel            | 0,19                     |
| Weizenmehl (Typ 405) | 0,18                     |
| Apfel                | 0,10                     |
| Joghurt              | 0,05                     |

Vitamin B6 kommt in geringen Dosen in fast allen Lebensmitteln vor. Gute tierische Quellen sind Milchprodukte, Fleisch (besonders Leber, Geflügel) und Fisch; gute pflanzliche Quellen sind Kohl, grüne Bohnen, Linsen, Feldsalat, Kartoffeln, Vollkornprodukte, Weizenkeime, Nüsse und Samen, Hefe, Weißbier, Avocado und Bananen. Dagegen enthalten Fette, Öle oder Zucker so gut wie kein Vitamin B6.
Lebensmittel können auch mit Vitamin B6 angereichert werden, insbesondere Getränke, Zerealien, Süßwaren und Milcherzeugnisse. Bis zu 80 % der Vitamin-B6-Aufnahme erfolgt bei Kindern über angereicherte Lebensmittel.
In tierischen Nahrungsmitteln sind insbesondere Pyridoxal und Pyridoxalphosphat vertreten, in pflanzlichen dagegen Pyridoxin, Pyridoxamin und deren phosphorylierte Formen.
Allgemein ist die Verfügbarkeit bei tierischen Nahrungsmitteln höher als die bei pflanzlichen. Zudem verfügt Vitamin B6 aus ersteren über eine höhere Bioverfügbarkeit, da es in Pflanzen bis zur Hälfte glykosyliert in Form von Pyridoxin-5‘-β-D-Glucosiden vorliegt. So liegt es in Blumenkohl oder Brokkoli etwa zu 65 %, bei Spinat zu 50 % glykosyliert vor. Die Glucoside werden zudem nur etwa zur Hälfte aufgenommen.
Die Bioverfügbarkeit kann auch durch die Lebensmittelverarbeitung oder durch ballaststoffreiche Lebensmittel gesenkt werden. Das Kochen von Lebensmitteln führt zu starken Vitamin-B6-Verlusten, wenngleich sie aus pflanzlichen Lebensmitteln geringer ausfallen. Dies liegt zum einen daran, dass das enthaltene Pyridoxin weniger hitzeempfindlich ist als Pyridoxal. Bei einer schonenden Zubereitung bleiben schätzungsweise 80 % des Vitamin B6 erhalten. Gleichfalls führt die Sterilisierung von Milch zu Einbußen; der Gehalt von Vitamin B6 in Milchpulver beträgt 30–70 % des ursprünglichen Gehaltes. Zum anderen kann das Vitamin mit Lysin- oder Cysteinresten von in der Nahrung enthaltenen Proteinen reagieren, die daraus resultierenden Peptidaddukte werden schlechter absorbiert und weisen eine B6-antagonistische Wirkung auf. Dies erklärt, warum Vitamin B6 aus Weizenkleien kaum bioverfügbar ist. Vitamin B6 ist auch lichtempfindlich. So kann sich der Gehalt von Vitamin B6 bei Milch in klaren Glasflaschen innerhalb von Stunden durch Sonneneinstrahlung halbieren.
Bakterien können Vitamin B6 in Form Pyridoxalphosphat aus 1-Deoxy-D-Xylulose-5-phosphat und D-Erythrose-4-phosphat oder aus Glycerinaldehyd-3-phosphat und D-Ribulose-5-phosphat synthetisieren. Falls dies im Dickdarm geschieht, steht das so mikrobiell freigesetzte Vitamin B6 jedoch nicht zur Verfügung, da es nicht dort aufgenommen wird (vgl. Abschnitt „Aufnahme und Speicherung“).

## Aufnahme und Speicherung
Vitamin B6 wird hauptsächlich im Jejunum des Dünndarms absorbiert, teilweise im Ileum. Es gibt Hinweise darauf, dass dieser Prozess sättigbar ist und durch Carrier-Proteine (Transportproteine) vermittelt wird. Die unphosphorylierten Vitamere werden etwa gleich stark und schnell resorbiert, die phosphorylierten Vertreter erst nach Hydrolyse durch eine membranständige Phosphatase. Nach Aufnahme in die Darmschleimhautzellen wird Vitamin B6 zunächst durch eine Pyridoxalkinase phosphoryliert, wodurch ein Verlust durch passive Diffusion zurück in den Darm vermieden wird. Damit es in den Pfortaderkreislauf gelangen kann, muss die basolaterale Membran überwunden werden – hierzu erfolgt eine Dephosphorylierung.
Im Blutkreislauf liegt Vitamin B6 im Plasma und in den Erythrozyten überwiegend in Form von Pyridoxalphosphat (60 %), Pyridoxal (14 %) und Pyridoxin (15 %) vor und wird gebunden an Albumin bzw. Hämoglobin transportiert. Die Halbwertszeit von Pyridoxalphosphat im Blutplasma beträgt etwa 30 Tage. Gelangt es in die Leber, wird es überwiegend in die Leberzellen aufgenommen. Infolgedessen werden große Anteile in der Leber gespeichert bzw. als Pyridoxal-5’-phosphat von der Glykogenphosphorylase im Muskel gebunden – im Blutkreislauf befinden sich dagegen nur 0,1 %. Im Körper ist PLP die wichtigste Speicherform für Vitamin B6.
Nicht enzymatisch gebundene Vitamere werden in der Leber und z. T. in den Nieren dephosphoryliert und anschließend zu 4-Pyridoxinsäure oxidiert. Dieses ist biologisch inaktiv und wird über den Urin ausgeschieden. Etwa die Hälfte des täglich aufgenommenen Vitamin B6 wird via 4-Pyridoxinsäure, sonst über andere, nicht-phosphorylierte Vitamin-B6-Verbindungen eliminiert.

## Bedarf
Die Deutsche Gesellschaft für Ernährung sieht folgenden Bedarf gegeben:
- Säuglinge (bis 12 Monate): 0,1–0,3 mg/Tag[14]
- Kinder (1–15 Jahre): 0,4–1,4 mg/Tag[14]
- Frauen: 1,2 mg/Tag[14]
  - Schwangere (ab 4. Monat): 1,9 mg/Tag[14]
  - Stillende: 1,9 mg/Tag[14]
- Männer 1,4–1,6 mg/Tag[14]

Der Bedarf von Erwachsenen entspricht in etwa den Empfehlungen der WHO/FAO, die diesen bei 1,3–1,7 mg/Tag beziffern. Je nach Ernährungsart und Gesundheitszustand schwankt der Vitamin-B6-Bedarf – er hängt vom Proteinumsatz ab (Rolle des PLPs im Aminosäurenstoffwechsel) und steigt beispielsweise bei Proteinzufuhr.
Bei einer ausreichenden Ernährung werden etwa 100 mg in der Muskulatur gespeichert (größtenteils in Form von Pyridoxalphosphat), darüber hinaus gehende Mengen mit dem Harn ausgeschieden. 100 mg entsprechen in etwa einer Reservekapazität von bis zu 6 Wochen.
Das Bundesinstitut für Risikobewertung gibt die Empfehlung ab, dass der Vitamin-B6-Wert in Nahrungsergänzungsmitteln nicht 3,5 mg pro Tag überschreiten soll. Eine tägliche Einnahme von mehr als 25 mg gilt als nicht sicher, je nach Körpergewicht liegt dieser Grenzwert bei Jugendlichen zwischen 5 und 10 mg pro Tag. In der EU sind Pyridoxinhydrochlorid, Pyridoxin-5′-phosphat sowie Pyridoxal-5′-phosphat als Vitamin-B6-Verbindungen zugelassen. Ersteres zeichnet sich wegen seiner hohen Stabilität aus.

## Therapeutische Anwendungen
Bei Vorliegen seltener Erbkrankheiten wie die Homocystinurie (Defekt der Cystathionin-β-Synthase) oder einer Cystathioninurie (Störungen der Cystathionin-γ-Lyase) können Therapieerfolge durch Gabe hoher Mengen Vitamin B6 (250 bis 1200 mg pro Tag) erzielt werden. In beiden Enzymen ist PLP der Cofaktor. Bei einer Langzeitstudie von an Homocystinurie erkrankten Jugendlichen hat die tägliche Gabe von 200 bis 600 mg Vitamin B6 keine Anzeichen einer toxischen Neuropathie gezeigt.
Eine Hyperoxalurie vom Typ I verursacht u. a. einen Überschuss an Glyoxylat, das wiederum zu einem starken Anstieg an Oxalsäure und daraus resultierenden Symptomen führt. Der Grund für den Überschuss an Glyoxylat ist eine defekte Aminotransferase der Leber, die PLP als Cofaktor benötigt. Falls die Bindungsstelle dieser Aminotransferase so verändert ist, dass nur sehr hohe PLP-Mengen eine Wirkung entfalten können, kann mit Tagesgaben von 150 bis 1000 mg Pyridoxin therapiert werden. Es gibt aber auch Fälle, in der die Bindungsstelle der Aminotransferase so verändert ist, dass überhaupt kein PLP mehr binden kann (Pyridoxin-resistent).

## Analytik
Durch die Bestimmung des Pyridoxalphosphates im Blutplasma lässt sich der Vitamin-B6-Status bestimmen. Jedoch gibt es viele Faktoren wie Geschlecht, körperliche Aktivität oder Lebensstil, die den Spiegel beeinflussen; daher gilt dieser nur als Indikator. Der Normalbereich für Männer liegt bei 27–75 nmol/l, der für Frauen bei 25–95 nmol/l und der Gesamt-VitB6-Gehalt im Blut bei Erwachsenen bei mehr als 35 nmol/l.
Zur genaueren Abklärung – gerade bei Unterschreiten der Normalwerte – wird der Gehalt an 4-Pyridoxinsäure im Urin gemessen (Normalwerte > 2,5 µmol pro 24 Stunden). Die Bestimmung der Enzymaktivität der Alanin- (ALT) und Aspartat-Aminotransferase (AST) in Erythrozyten kann als Indikator für einen Langzeitstatus herangezogen werden, jedoch können die Ergebnisse verfälschend sein. Auch der früher durchgeführte Tryptophan-Belastungstest (Normwert < 65 µmol pro 24 Stunden Xanthurensäure im Urin nach 2 g Tryptophanbelastung) kann durch Erkrankungen (besonders Entzündungen) oder hormonelle Einflüsse an Aussagekraft verlieren. Grundlage für den Belastungstest ist der oxidative Abbau Tryptophans zu Niacin, was bei einem Vitamin-B6-Mangel eingeschränkt ist.

## Mangelerscheinungen (Hypovitaminose)
Weil in fast allen Nahrungsmitteln Vitamin B6 vorkommt, sind Mangelerscheinungen selten. Sie treten meistens gemeinsam mit einem Mangel eines anderen wasserlöslichen Vitamins auf und haben folgende Anzeichen:
- Appetitverlust, Durchfall und Erbrechen
- Dermatitis, Wachstumsstörungen und Anämien
- Degeneration der peripheren Nerven mit Paralyse und afferenter Ataxie, das heißt, Wahrnehmungen des Körpers werden nicht mehr an das Gehirn weitergeleitet, sodass dieses die notwendigen Bewegungsabläufe des Körpers nicht mehr richtig steuern kann
- Krampfzustände in unregelmäßigen Intervallen
- Mikrozytäre, hypochrome Anämie (Störung der Häm-Biosynthese)
- Seborrhoe-ähnliche Zerstörungen um Augen, Nase und Mund (T-Zone)
- Cheilosis und Glossitis
- Angststörungen
- Schlafstörungen (frühes Erwachen, Durchschlafstörungen)
- Missempfindungen, Muskelzuckungen

Die Supplementierung von Vitamin B6 führt zu einer raschen Besserung. Bei Personen mit chronischen Verdauungsstörungen, Übergewicht, Alkoholabhängigkeit, Niereninsuffizienz oder einer zu geringen Nahrungsaufnahme (z. B. durch häufige Diäten oder bei älteren Menschen), kann die Aufnahme des Vitamins durch die Nahrung erschwert oder stark verringert sein. Zudem gibt es genetische Ursachen für einen Vitamin-B6-Mangel, beispielsweise bei Mutationen im ALDH7A1- oder ALAS2-Gen.

### Medikamentenwechselwirkungen
Mangelerscheinungen können auch durch Anwendung verschiedener Medikamente ausgelöst werden:
- Cycloserin, Hydralazin oder D-Penicillamin erhöht die renale Eliminierung Pyridoxins. Zudem kann es mit Pyridoxin auch Oxime bilden. Eine Supplementierung von 10 mg pro Tag Vitamin B6 ist daher empfehlenswert, bei der von Hydralazin beobachteten Polyneuropathien von 25–100 mg.[1]
- Hydrazine wie Isoniazid (z. B. in der Therapie der Tuberkulose)[16] oder Iproniazid bilden mit Pyridoxal und PLP Hydrazone. Deshalb wird bei einer länger dauernden Isoniazidbehandlung regelhaft Vitamin B6 substituiert (50–100 mg pro Tag), um Polyneuropathien zu verhindern.[1]
- PLP reagiert mit Levodopa (L-DOPA) zu Tetrahydrochinolonderivaten. Bei höheren Vitamin-B6-Dosen wird die Aktivität der aromatischen-L-Aminosäure-Decarboxylase gesteigert, was die Biosynthese zu Dopamin beschleunigt und die Therapiewirkung von L-DOPA reduziert. Infolgedessen sind hohe Vitamin-B6-Gaben bei der Behandlung der Parkinson-Krankheit mittels L-DOPA ohne peripheren Decarboxylase-Hemmer kontraindiziert.[17][1]
- Der Katabolismus von Vitamin B6 wird mittels valproinsäurehaltige Antiepileptika, Carbamazepin sowie Phenytoin erhöht, wodurch der Plasmaspiegel an PLP sinkt.
- Während der Therapie obstruktiver Atemwegserkrankungen mittels Theophyllin werden niedrige PLP-Blutwerte gemessen. Möglicherweise erklärt dies die zentralnervösen und neurologischen Nebenwirkungen.
- eine langfristige Einnahme östrogenhaltiger oraler Verhütungsmittel; dies kann sich präklinisch neben einem niedrigen Vitamin-B6-Spiegel im Serum auch durch eine gesteigerte Xanthurensäureausscheidung und durch einen erhöhten Aktivierungskoeffizienten der erythrozytären ALT bemerkbar machen.[1]

## Folgen einer Überdosierung (Hypervitaminose)
| Altersgruppe              | Deutschland (mg / Tag) | EFSA (mg / Tag) |
| ------------------------- | ---------------------- | --------------- |
| Kinder (1–3 Jahre)        | nicht definiert        | 3,2             |
| Kinder (4–6 Jahre)        | nicht definiert        | 4,5             |
| Kinder (7–10 Jahre)       | 10                     | 6,1             |
| Jugendliche (11–14 Jahre) | 15                     | 8,6             |
| Adoleszente (15–17 Jahre) | 20                     | 10,7            |
| Erwachsene                | 25                     | 12              |
| Schwangere                | 25                     | 12              |
| Stillende                 | 25                     | 12              |

Die akute und kurzfristige Aufnahme größerer Mengen von Vitamin B6 durch Supplemente ist wahrscheinlich ungiftig, durch den Urin werden überschüssige Mengen des wasserlöslichen Vitamins abgeführt.
Chronische Hypervitaminose tritt durch tägliche Zufuhr von mehr als 50 mg auf. Diese Dosis kann nicht durch natürliche Zufuhr erreicht werden, sondern nur durch Supplementation (z. B. Nahrungsergänzungsmittel). Sie führte bei einer geringen Anzahl von Fällen zu Neurotoxizität bzw. Nervenstörungen und Photosensitivität. Die Neurotoxizität hat eine periphere, sensorische Neuropathie mit ataktischen Gangstörungen, Reflexausfällen und Störungen des Tast-, Vibrations- und Temperaturempfindens zur Folge. Die peripheren sensiblen Nerven zeigten eine unspezifische, axonale Degeneration großer und kleiner myelinisierter Fasern. Auch das Auftreten einer subepidermalen vesikulären Dermatose, wie die Acne medicamentosa, wurde beobachtet. Äußerlich glich sie einer Porphyria cutanea tarda, jedoch ohne Anzeichen einer Porphyrie. Bei Säuglingen führt eine Überdosierung zu Sedierung, Hypertonie oder respiratorischen Störungen.
Diese Beschwerden verschwinden nach Absetzen des Pyridoxins weitgehend, können bei besonders hohen Dosen jedoch auch permanent sein. Bei einer Überdosierung von 50 bis 300 mg täglich manifestieren sich Symptome nach Jahren, bei Dosen über 1 g pro Tag bereits nach Monaten. Gefährlich ist daher eine unkontrollierte Selbstmedikation bei Anwendungsgebieten ohne sichere Indikation, vor allem wenn die Dosis bei einem Ausbleiben der erhofften Wirkung kontinuierlich gesteigert wird. Als sichere Dosierung für den Menschen gelten maximal 10 mg täglich.
Für das sogenannte Megavitamin-B6-Syndrom wird der ICD-Code E67.2 verwendet.
Eine hohe Gabe an Vitamin B6 zeigte keine Wirksamkeit bei der Therapie des Karpaltunnelsyndroms, Depressionen oder kognitiver Störungen. Dagegen könnten Immunfunktionen bei älteren Menschen stimuliert werden. Männer, die langfristig mehr als 20 mg Vitamin B6 pro Tag zu sich nahmen, hatten ein doppelt so hohes Lungenkrebsrisiko wie Männer einer Vergleichsgruppe. Bei Frauen trat dieser Effekt nicht auf. Bei Rauchern erhöht sich dieses Risiko nochmals um den Faktor 3, vermutlich könnte das Wachstum der Krebsvorstufen durch die Vitamingabe angeregt werden.
Hohe Dosen an Vitamin B6 beeinträchtigen die Wirkung mancher Medikamente wie Levodopa.

## Forschung
Die Wirkung von Vitamin B6 bei der Prävention und Therapie von Krebs wird untersucht. Zwar weisen Beobachtungsstudien eine inverse Korrelation zwischen einer erhöhten Einnahme von Vitamin B6 und Krebs auf, insbesondere Karzinome des Gastrointestinaltraktes. Jedoch zeigen aussagekräftigere randomisierte klinische Prüfungen (RCTs) keinen präventiven Effekt. Eine langjährige Überdosierung von Vitamin B6 (vgl. Abschnitt Hypervitaminose) war sogar mit einem erhöhten Risiko für Lungenkrebs bei Männern assoziiert.
Die tägliche Supplementation von 500 µg Vitamin B6 zeigt gemäß einer Metaanalyse prospektiver Kohortenstudien ein geringeres relatives Erkrankungsrisiko für Herz-Kreislauf-Erkrankungen. Es liegen aber keine Daten von RCTs bei dieser Indikation vor.
Weder in Beobachtungs- noch bei placebokontrollierten RCTs zeigt die Einnahme von Vitamin B6 präventive Vorteile bezüglich neurodegenerativen Erkrankungen wie Demenz.
Beobachtungsstudien weisen darauf hin, dass eine Vitamin-B6-Einnahme invers mit einem erhöhten Risiko, an Depression zu erkranken (nur bei Frauen), korreliert. Aber diesbezügliche RCTs, die eine Einnahme von Vitamin B6 bei Depressionen untersuchten, zeigten keinen signifikanten Effekt. Eine Subgruppenanalyse legt einen Vorteil bei prämenopausalen Frauen nahe, die Autoren verweisen aber auf die Notwendigkeit von mehr Studien.
Ein Metaanalyse untersuchte, ob hohe Magnesium- und Vitamin-B6-Gaben einen Therapieeffekt bezüglich dem Schweregrad der Symptome bei Autismus von Kindern entfalten können; dies ist nicht der Fall.